# Alvescot
Alvescot är en ort och civil parish i Storbritannien.   Den ligger i grevskapet Oxfordshire och riksdelen England, i den södra delen av landet, 100 km väster om huvudstaden London. Alvescot ligger 84 meter över havet och antalet invånare är 472.
Terrängen runt Alvescot är platt. Runt Alvescot är det ganska tätbefolkat, med 207 invånare per kvadratkilometer. Närmaste större samhälle är Carterton, 2,5 km norr om Alvescot. Trakten runt Alvescot består till största delen av jordbruksmark.